# Jerónimo Vida Vilches
Jerónimo Vida Vilches (Antequera, 1 de agosto de 1858, Granada, 23 de enero de 1915) fue un jurista, escritor e intelectual español vinculado al krausismo y a la Institución Libre de Enseñanza. Fue catedrático de Derecho Político y Administrativo en la Universidad de Granada, ciudad en la que ejerció como abogado.

## Reseña biográfica
Jerónimo Vida Vilches nació el 1 de agosto de 1858 en Antequera, Málaga y falleció en 1915 en Granada. Sus padres fueron Jerónimo Vida y María de los Dolores Vilches. Es el abuelo de Mª Isabel, Angustias y José Vida Soria.  
Los estudios de bachillerato los realizó en el Instituto de Málaga y los estudios universitarios en la Universidad de Granada. Estudió dos licenciaturas, Derecho y Filosofía y Letras, culminándolas en 1878 y 1879, ambas con la calificación de sobresaliente. 
Obtuvo el grado de doctor en 1881 por la Facultad de Derecho de la Universidad Central de Madrid, Sección de Derecho civil y canónico, con la calificación de sobresaliente, con una tesis sobre el "Carácter del Derecho pretorio y su influjo en la legislación romana".
Tras iniciar su carrera académica en Madrid en 1880  obtuvo la cátedra de Derecho Penal en la Facultad de Derecho de la Universidad de Salamanca que ocupó durante dos años hasta que se la permutó en 1892 con el catedrático Pedro Dorado Montero, de la disciplina de Derecho Político y Administrativo en la Facultad de Derecho, sección de Derecho Administrativo de la Universidad de Granada, de la que tomó posesión en 1892 y la ocupó hasta 1911. Le sustituiría en la cátedra Fernando de los Ríos Urruti quien dijo de él que "es el único hombre que estudia y piensa, y tiene dentro de la cabeza problemas y hace pensar a su vez a los alumnos", aprecio que igualmente le profesaban sus alumnos, a pesar de que "hacía estudiar y estudiaba mucho".
Entre sus alumnos destacan, entre otros, Niceto Alcalá Zamora o Antonio Flores de Lemus.

## Vida intelectual
Además de su carrera universitaria, desarrolló una intensa actividad intelectual vinculada al krausismo y a la Institución Libre de Enseñanza. Tuvo como maestro a Francisco Giner de los Ríos con quien mantuvo una intensa relación, y coincidió con otras figuras como Joaquín Costa. A su llegada a Madrid entró en contacto con los círculos intelectuales liberales vinculados al Ateneo del que fue Secretario de la Sección de Ciencias Morales que presidía Francisco Silvela. En ese período participó intensamente en las actividades de la ILE, como la célebre excursión a la Sierra de Guadarrama junto a Francisco Giner, Manuel Bartolomé Cossio y alumnos como Julián Besteiro. Durante su época en Salamanca también mantuvo una intensa actividad intelectual entablando estrecha relación con Miguel de Unamuno.
Entre sus otras publicaciones figuran crónicas periodísticas y críticas literarias, entre otras, de La Regenta.
También tuvo una breve y temeraria incursión en la política al presentarse por Coalición Republicana como candidato frente a Romero Robledo (cacique de caciques) por el distrito de Antequera.  

## Obras
- Carácter del Derecho Pretorio y su influjo en la legislación romana, tesis doctoral, Madrid, Imprenta de Antonio Pérez Dubrull, 1881
- El Proyecto de Código Penal: Apuntes Críticos, Madrid, 1885.
- La familia como célula social, Memoria leída en el Ateneo de Madrid para inaugurar las discusiones de la sección de Ciencias Morales y Políticas en el curso 1885 a 1886.La familia como célula social, Memoria leída en el Ateneo de Madrid para inaugurar las discusiones de la sección de Ciencias Morales y Políticas en el curso 1885 a 1886.

- La imputabilidad criminal y las causas que la excluyen ó la modifican, Salamanca, Imprenta de Jacinto Hidalgo, 1891.